# 申费尔德 (梅克伦堡-前波美拉尼亚州)
申费尔德（德語：Schönfeld）是德国梅克伦堡-前波美拉尼亚州的市镇，隶属于梅克伦堡湖区县，总面积为16.03平方千米，截至2020年总人口为347人。